# Holoaden
Holoaden é um gênero de anfíbios da família Craugastoridae.
As seguintes espécies são reconhecidas:
- Holoaden bradei Lutz, 1958
- Holoaden luederwaldti Miranda-Ribeiro, 1920
- Holoaden pholeter Pombal, Siqueira, Dorigo, Vrcibradic & Rocha, 2008
- Holoaden suarezi Martins & Zaher, 2013